# Detroit Times Building
El Detroit Times Building fue un edificio de oficinas diseñado por Albert Kahn en el Downtown de Detroit, Míchigan. Fue inaugurado en 1929 y demolido 1978. Albergó las oficinas del diario The Detroit Times hasta su cierre en 1960.

## Historia
El 6 de octubre de 1921, el magnate de los periódicos William Randolph Hearst agregó The Detroit Times (fundado en 1900) a su imperio nacional de diarios. En un año, su circulación circulación diaria pasó de 26.000 ejemplares a 150.000, lo que llevó a Hearst a encargarle a Albert Kahn que diseñara un nuevo edificio, tal y como lo había hecho para con el Detroit Free Press Building (1912) y el Detroit News Building (1917).
El edificio se inauguró el 6 de diciembre de 1929 con la presencia de Hearst y de Kahn, el gobernador Fred W. Green, de Henry y Edsel Ford, el poeta local Edgar Guest, el presidente de General Motors Alfred P. Sloan y otros miembros de la oligarquía detroitina.
Tras el cierre el 7 de noviembre de 1960 de The Detroit Times, The Detroit News rebautizó el edificio Detroit News Times Square Plant y usó su imprenta para aumentar su circulación. En 1975, sin embargo, el diario compró una nueva imprenta en Sterling Heights y el 5 de enero dejó de imprimir el diario en el Detroit Times Building, que fue demolido en 1978. En la actualidad el stio es un parqueadero.